# Военный мятеж в Гвинее-Бисау (2010)
1 апреля 2010 года в Гвинее-Бисау произошёл военный мятеж. Мятежники из числа военных поместили под домашний арест премьер-министра Карлуша Гомиша, а также задержали начальника штаба армии Замору Индуту. Сторонники Гомиша и ПАИГК отреагировали на действия военнослужащих демонстрацией в столице Бисау.

## События 1 апреля
Утром 1 апреля 2010 года солдаты осадили офис премьер-министра Карлуша Гомиша. Вскоре политик был задержан и переведён в военный лагерь, хотя позже его доставили домой, где держали под охраной. Замора Индута, начальник штаба армии, также был задержан и содержался в воинской части. Адмирал Бубо На Чуто, укрывшийся на территории комплекса Организации Объединённых Наций в Бисау за 95 дней до этого из-за обвинений в заговоре с целью государственного переворота, смог покинуть своё убежище и примкнуть к мятежникам.
Вскоре после ареста Гомиша сотни его сторонников провели демонстрацию в знак протеста против действия военных. На пресс-конференции заместитель начальника штаба армии Антонио Инджаи предупредил протестующих, что убьёт премьер-министра, если они не прекратят акции. Он также охарактеризовал политика как «преступника», которого следует предать суду. Между тем На Чуто выразил презрение к демонстрантам, отметив, что они не оказали ему никакой поддержки, пока он прятался у ООН. Впоследствии протестующие разошлись, очевидно, прислушавшись к предупреждениям.
Несмотря на свои первоначальные воинственные заявления, Инджаи позже в тот же день принял менее конфронтационный тон, назвав события «чисто военной проблемой» и заявив, что они «не касаются гражданского правительства». Как подчеркнул военнослужащий, «военные институты остаются и будут оставаться в подчинении у политической власти». Президент Малам Бакай Санья охарактеризовал события аналогичным образом. Со слов главы государства, он будет искать «дружеское решение этой проблемы».

## Последующие события
Ко 2 апреля ситуация стабилизировалась. Правительство провело собрание и осудило обращение солдат с Гомишем. Впоследствии военные отвезли премьер-министра на встречу с президентом; по итогу встречи Гомиш отказался уходить в отставку.
3 апреля делегация во главе с советником президента Марио Кабралом посетила Индуту, который оставался под стражей в казарме. По словам чиновника, с пленником «обращались хорошо, и он в порядке».
В конце апреля премьер-министр Гомиш покинул Гвинею-Бисау и отправился в Португалию, где оставался в течение нескольких месяцев; его длительное пребывание за рубежом было официально объяснено состоянием здоровья. В конце концов 16 июня политик всё же вернулся на родину. По возвращении он поклялся, что его правительство останется у власти. Гомиш также встретился с Инджаем. Последний заявил, что они смогут сотрудничать, ведь «теперь всё улажено».